# Stade Rákóczi
Le Rákoczi Stadion est un stade de football situé à Kaposvár, dans le comitat de Somogy en Transdanubie méridionale. D'une capacité de 7 000 places, il accueille depuis 2004 les rencontres du Kaposvári Rákóczi FC, dont il tire son nom . 
Il est surnommé Cukorgyári Gödör, "La fosse de l'usine à sucre" car il se trouve effectivement à côté de la seule fabrique de sucre hongroise encore en activité.
Fin mai 2013, alors que le championnat n'est pas encore terminé, la pelouse du stade alors âgée de neuf ans s'est retrouvée dans un si mauvais état qu'un remplacement est devenu inévitable. L'équipe de Kaposvár a donc du se délocaliser pour la fin de la saison et la pelouse a été changée pour un montant de 50 millions de forints.
Dans le cadre d'un nouveau programme de rénovation de stades annoncé en 2013, la ville de Kaposvár bénéficiera de 560 millions de forints pour la modernisation de son stade.

## Configuration
Le stade se divise de la façon suivante :
- Tribune nord : 1100 places
  - Secteur G : sépare les tribunes des locaux de celles des visiteurs, il n'y a donc aucune place
  - Secteur H (visiteurs)
  - Secteur I (visiteurs)

- Tribune sud
  - 2500 places debout

- Tribune est
  - Bâtiment principal : 188 places
  - Deux secteurs VIP : 185 places

- Tribune ouest : 3000 places
  - Secteur A
  - Secteur B
  - Secteur C
  - Secteur D
  - Secteur E
  - Secteur F

## Emplacement et accès
Le Rákóczi Stadion se trouve dans les Quartiers Est (Keleti Városrész) de Kaposvár à environ 2 kilomètres du centre-ville.
Il est accessible des deux manières suivantes : 
- En voiture depuis la route principale 610 en tournant sur Mező utca puis Fő utca, la rue qui dessert le stade.
- En transports en commun avec les lignes de bus 7, 8, 17 et 18 depuis la gare centrale jusqu'à l'arrêt Hősök temploma.